# Fanhui Shi Weixing
Pour les articles homonymes, voir FSW.

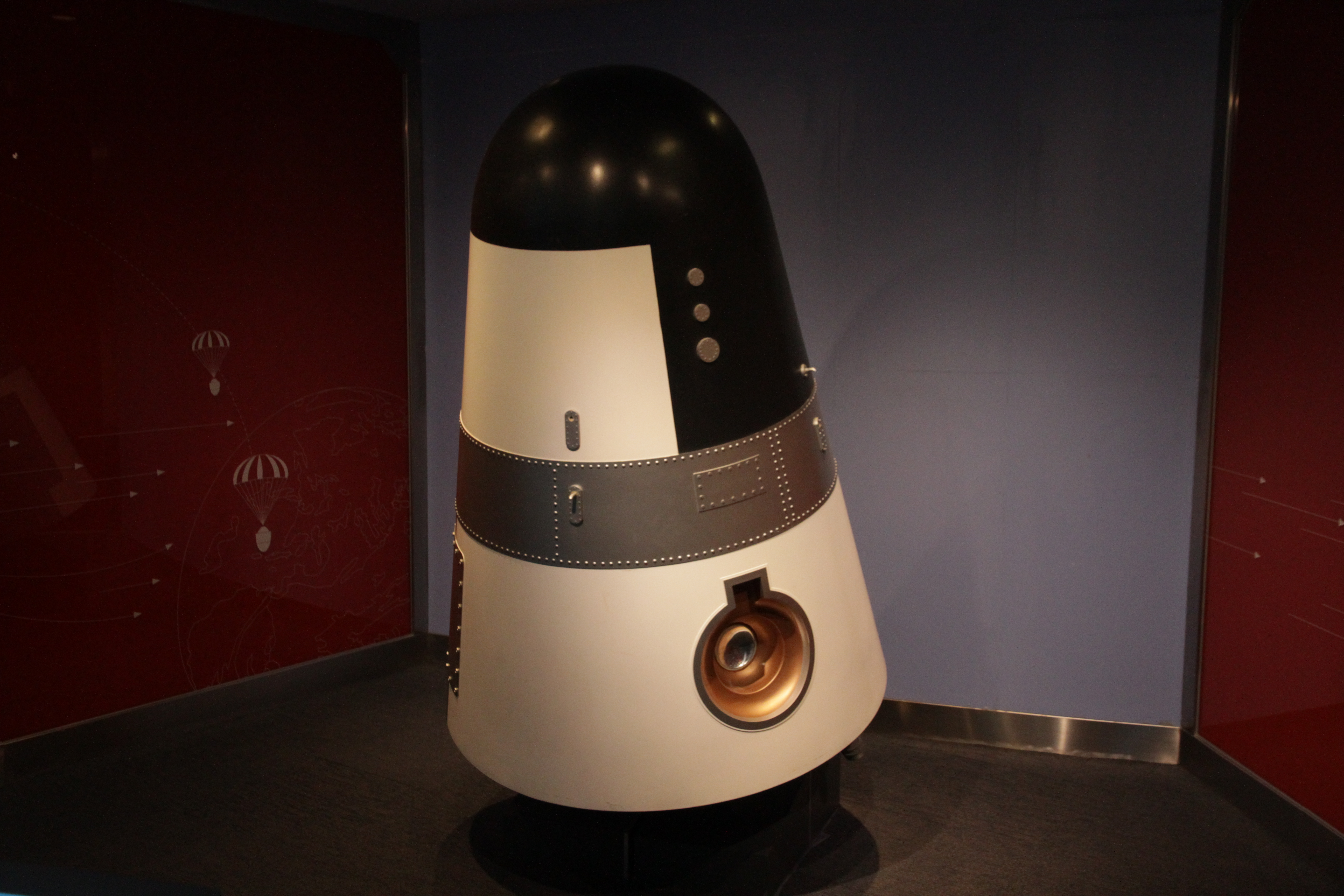
Maquette des satellites récupérables FSW, lancés sur CZ-2

Fanhui Shi Weixing (signifiant « satellite récupérable »)  ou FSW est une série de satellites de reconnaissance optique chinois utilisée également pour des expériences scientifiques de microgravité.

## Historique
Le programme débute en 1966 et deux prototypes sont mis en orbite en 1969. Le premier lancement a lieu en novembre 1974 et se solde par un échec, le premier satellite opérationnel est mis en orbite en 1975.
Depuis, plus d'une vingtaine de lancements ont eu lieu.

## Caractéristiques techniques
Le satellite FSW a une masse de 3 100 kg avec une charge utile de 750 kg dans sa version la plus récente. De forme aérodynamique, il est haut de 4,6 mètres pour un diamètre de 2,2 mètres. Il est composé de deux sous-ensembles : le module d'équipement comprenant également la rétrofusée qui permet au satellite de revenir au sol d'une part est long de 1,6 mètre tandis que le module de rentrée qui revient sur terre est long de 1,5 mètre. Le satellite est lancé par une fusée Longue Marche 2 (modèle A initialement puis modèle C).
| Désignation sous-série | Nombre total / échec | Date début       | Date fin        | Caractéristiques |
| ---------------------- | -------------------- | ---------------- | --------------- | --- |
| FSW-0                  | 10/1                 | 1974             | 5 aout 1987     | |
| FSW-1                  | 5/0                  | 9 septembre 1987 | 8 octobre 1993  | durée de vie 7 à 10 jours caméra argentique avec une résolution de 10 à 15 mètres charge utile 330 kg dont 180 kg reviennent sur Terre |
| FSW-2                  | 3/0                  | 9 aout 1992      | 20 octobre 1996 | durée de vie 18 jours charge utile 750 kg dont 350 kg reviennent sur Terre                                                             |
| FSW-3                  | 3/0                  | 3 novembre 2003  | 29 aout 2005    | durée de vie 24 jours |
| FSW-4                  | 2/0                  | 29 aout 2004     | 2 aout 2005     | Contrairement aux autres séries recouvert par une coiffe au lancement                                                                  |

## Référence
1. 1 2  (en) « FSW », sur Astronautix.com, 2007 (consulté le 10 juillet 2008)